# ناحیه سوق الاثنین
ناحیه سوق الإثنین (به عربی: دائرة سوق الإثنین) یک ناحیه در الجزایر است که در استان بجایه واقع شده‌است.